# Leila Guimarães
Leila Guimarães de Araújo Góis (Volta Redonda, RJ, 2 de maio de 1957) é uma soprano brasileira. Em 1978, estreou no Theatro Municipal do Rio de Janeiro com a ópera "Otello" de Giuseppe Verdi e, em 1979, no Theatro Municipal de São Paulo com "Lo schiavo" do compositor Carlos Gomes, do qual é considerada uma das maiores intérpretes.
Em 1982, atuou ao lado de Luciano Pavarotti em uma produção da companhia Opera Philadelphia de "La Bohème", obra composta por Giacomo Puccini. Naquela ocasião, o espetáculo transmitido pela emissora de televisão PBS foi o vencedor do Prêmio Emmy do Primetime de Melhor Especial de Variedades (ao vivo). Por conta deste espetáculo, tornou-se a única artista brasileira a se apresentar com o consagrado tenor italiano e, também, a única a receber um Emmy, que é considerado o prêmio mais importante da televisão norte-americana.
Em 2003, foi homenageada com a Medalha Tiradentes e com o Título de Benemérita concedidos pela Assembleia Legislativa do Estado do Rio de Janeiro